# Wasserturm (Balingen)

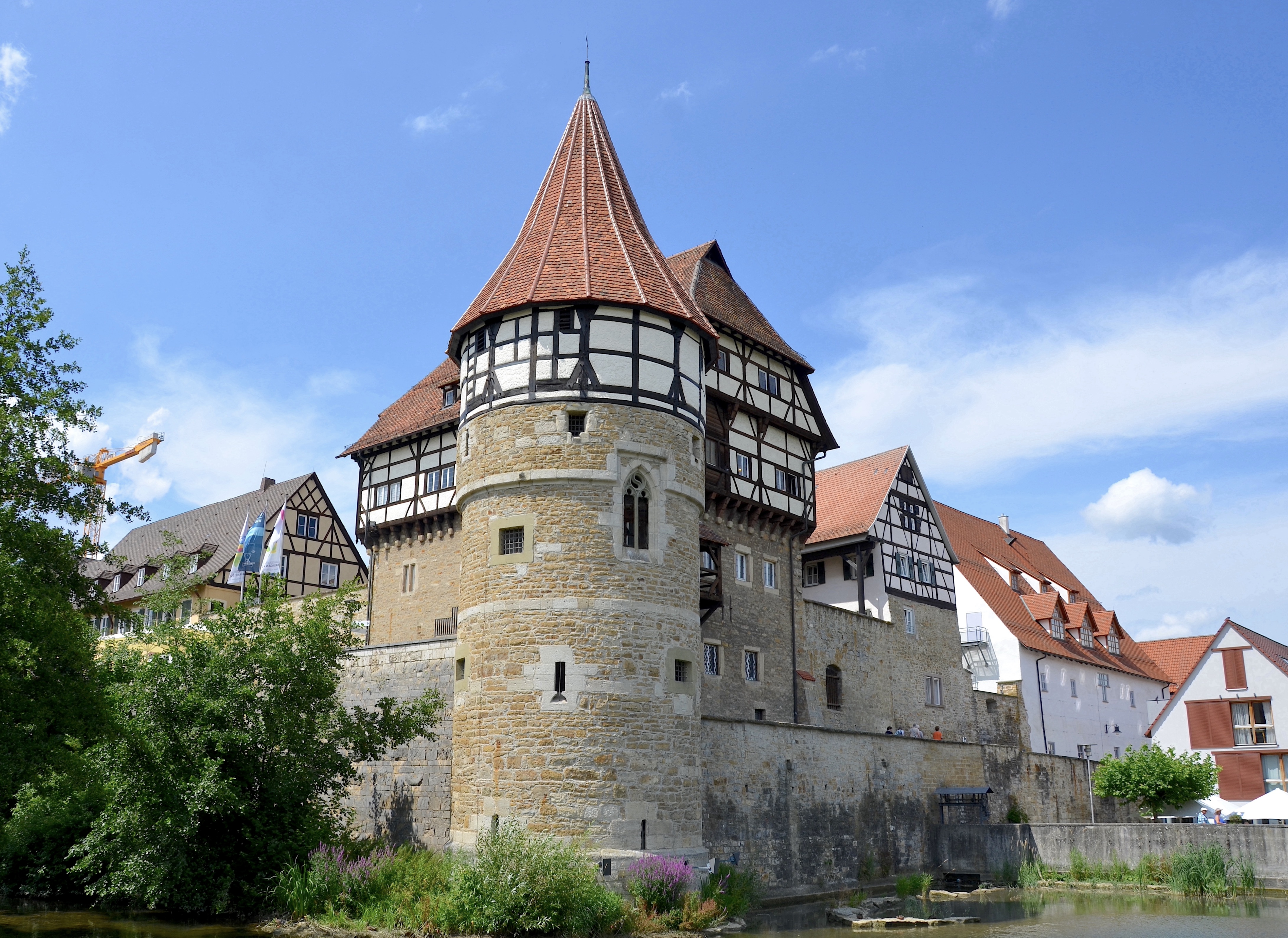
Der Wasserturm vor dem Zollernschloss

Der sogenannte Wasserturm in Balingen, der Kreisstadt des Zollernalbkreises in Baden-Württemberg, wurde in spätgotischer Zeit errichtet. Der Wehrturm ist ein geschütztes Kulturdenkmal und steht unmittelbar neben dem Zollernschloss an der Eyach. 
Der Wasserturm war der südwestliche Eckturm der Stadtbefestigung, er besitzt ein Fachwerkgeschoss aus der Zeit um 1480.